# Gungrave: Overdose
Gungrave: Overdose (ガングレイヴO.D. Gangureivu Ōbādōsu?) es un videojuego de disparos en tercera persona para PlayStation 2 desarrollado por Ikusabune y publicado por Red Entertainment en Japón y por Mastiff en América. El juego fue lanzado el 4 de marzo de 2004 en Japón, el 15 de septiembre de 2004 en Norteamérica y el 7 de octubre de 2005 en Reino Unido. Gungrave Overdose es la secuela de Gungrave y continúa la historia en donde la dejó su precursor; sigue su personaje principal por una variedad de etapas sobre un camino de venganza.
Dos años después del original Gungrave y, el spin off de la historia en la que se desarrollaba aquel videojuego convertido en anime, fue presentado Gungrave: Overdose. Conservando la aptitud y el estilo artístico de Yasuhiro Nightow, esta edición añade nuevos personajes jugables a la serie y una nueva historia, en la cual Beyond the Grave reasume su cuento como un antihéroe que debe perseguir a un sádico cabecilla de la droga. Mika ahora cuida de Grave, y sus vidas se ven en peligro por ciertos individuos supervivientes de Millenion que han aparecido súbitamente y cuya principal misión es la resurrección de la organización mafiosa. En esta segunda parte, Grave no combate solo, ya que dos personajes más se unen a su misión: Jyuji Kabane –un samurai ciego– y Rocketbilly Redcadillac –un fantasma con aspecto y look de roquero que ataca con una guitarra eléctrica que dispara rayos.

## Personajes y jugabilidad

### Beyond the Grave
El protagonista principal de la historia, Grave es despertado de nuevo por la joven Mika Asagi. Integrándose un nuevo equipo, un nuevo Ataúd, y aún más potencia de fuego que antes. Grave silenciosamente en adelante irá a destruir Seed, el Imperio narcótico controlado por la familia Corisione. Antes de su desaparición, él rompe el silencio haciendo solo una oración.
En términos de jugabilidad, Beyond the Grave es el personaje más balanceado de los tres protagonistas, poseyendo el daño de recorrido y ataques de tumulto. Él es también capaz de zambullirse hacia adelante, hacia atrás, o a los lados rápidamente disparando ambas armas, así como cargar sus pistolas o a golpes de tumulto para entregar ataques poderosos.

### Jyuji Kabane
Un hombre malhablado, irritable con un sentido sobrehumano de olfato, Jyuji (también llamado Juji) y su compañero Rocketbilly Redcadillac se unen a Grave para luchar contra Seed. Aparentando ser un maldito con una llama de fuego espectral sobre su espalda, Jyuji emplea un par de pistolas semi-automáticas y un control del fuego en el combate. Él es ciego, pero la máscara que lleva sobre su cara también sirve para ocultar la piel que fue dañada por Seed. Posee varios secretos que desea revelar.
Jyuji es un especialista en ataques de cuerpo a cuerpo o cercanos, con las armas de fuego más débiles de los tres. Sin embargo, en esos ataques cercanos, sus láminas son capaces de lastimar rápidamente a múltiples enemigos con gran facilidad. Él es capaz de zambullirse en la misma manera que Grave, pero solo puede cobrar sus ataques de tumulto.

### Rocketbilly Redcadillac
El compañero de Jyuji, "Billy" es un fantasma que atormenta a sus enemigos con una guitarra eléctrica. A diferencia de Juji, Billy es un hombre mujeriego, aunque  bastante extraño; él considera a su propia abuela la mujer ideal.
En el combate, él emplea la misma guitarra que atormenta, usando el dínamo conectado para entregar huelgas relámpago.
Billy sobresale en el combate en ataques largos, rápidamente limpiando los espacios de cómplices con los arcos de electricidad de su guitarra. Sus habilidades de tumulto son inferiores comparadas con las de sus compañeros, pero puede cargarla para entregar choques poderosos.

### Mika Asagi
Siendo tres años desde el último juego, Mika Asagi ha madurado y se ha dedicado a los problemas bélicos causados por el proceso de necrolización, conduciéndola en el conflicto con Seed y la Familia Corisione. Lejos de la muchacha desvalida en el último juego, ella desmostró competentemente su valor de lucha cuando defendió la posición de Grave. Más tarde en la historia es revelado que ella ha estado dando a Grave sus transfusiones de sangre. Con el Punto, ella coordina y se comunica con los demás del remolque que transporta a los protagonistas sobre la ciudad.

### Spike Hubie
Un huérfano que Mika había acogido durante los tres años antes del juego, Spike también ayuda a detectar la fuente de la distribución de Seed. Spike, un superdotado que inventa una criatura extraña que trabaja para Seed, ayudando al grupo a seguirle el rastro. Lamentablemente, su pasado olvidado entrelaza con él de la Familia Corisione.

### Familia Corisione

#### Don Corisione
Don despiadado, o la cabeza, de la Familia Corisione, Denito Corisione aparece ser la causa detrás de la distribución de Seed. Sin embargo, su arrogancia conduce a su caída cuando él falla en estimar la traición de su hijo.

#### Garino Creale Corisione
El hijo obediente de Don Corisione y segundo en la jerarquía. Fresco y manipulador, él sostiene proyectos mayores para la Seed más allá de meras drogas.

#### Fangoram
Un prototipo altísimo muerto, que ha sobrevivido hasta ahora, Fangoram sirve como el luchador más fuerte de los Corisione. Aunque su discurso sea torpe, no falla en expresar su odio hacia Beyond the Grave y "matar a sus amigos" (otros prototipos). Sosteniendo esto, Fangoram es el único que puede manejar el poderoso Cerberus Centerhead, el arma final que completa la serie del Doctor T Cerberus, e infinitamente más poderoso que propio Lefthead de la aún Grave y Righthead. Aunque bajo el empleo de Corisione, Fangoram parezca más leal a Garino él mismo que el Imperio.

#### Zell Condorbrave
Un mercenario bajo el empleo de los Corisione, el ejército de Zell es el que está dedicado a matar a Muertos como Grave.

#### Sherry Macdowell-Walken
Dando a luz a la hija de Walken y la esposa de Harry, Sherry une el Imperio de droga de Corisione en las esperanzas de vengar las muertes de sus amados por la matanza de Grave.

#### Bunji Kugashira
Aunque había sido asesinado en el juego anterior, las habilidades de Bunji parecen ser bastante valuosas para ser resucitadas también por la necrolización para Corisione. Aunque no es demasiado feliz continuando su vida como un Muerto, Bunji todavía decide trabajar para Corisione, que espera demostrarle a Grave quien es el mejor de los dos. Es también el hermano de Jyuji Kabane.